# Helge Karlsen
Helge Karlsen (Bergen, 29 giugno 1948) è un ex calciatore norvegese, di ruolo difensore.

## Carriera

### Club
Karlsen giocò per il Brann dal 1967 al 1979. Totalizzò 237 incontri con la maglia della squadra, di cui 180 soltanto nelle partite di campionato. Vinse due edizioni della Norgesmesterskapet, con il Brann. Fu immortalato nella canzone sul Brann di Ove Thue, intitolata Vi è de beste.

### Nazionale
Karlsen giocò 35 partite per la Norvegia, senza mai andare in rete. Debuttò il 21 giugno 1973, giocando da titolare nella sconfitta per uno a zero contro la Danimarca.

## Palmarès

### Giocatore

#### Club

##### Competizioni nazionali
- Coppa di Norvegia: 2

Brann: 1972, 1976